# Jardim da Estrela
Jardim da Estrela, in seguito ribattezzato Jardim Guerra Junqueiro, è un giardino pubblico situato nella freguesia di Estrela, a Lisbona. Uno dei suoi ingressi si trova di fronte alla Basilica da Estrela.
Il Jardim da Estrela è stato realizzato nello stile dei giardini inglesi, di ispirazione romantica. Ha una superficie di 4,6 ettari ed è aperto al pubblico tutti i giorni, dalle sette del mattino fino a mezzanotte.
Le anatre e le carpe del lago mangiano il cibo che viene dato loro dal pubblico. Il giardino ha anche una caffetteria e molte aiuole. Uno dei punti centrali del giardino è il gazebo verde in ferro battuto, dove suonano i musicisti nei mesi estivi. Questo palco fu costruito nel 1884 e originariamente si trovava sul Passeio Público prima della costruzione della Avenida da Liberdade e fu trasferito nel giardino nel 1936.

## Storia

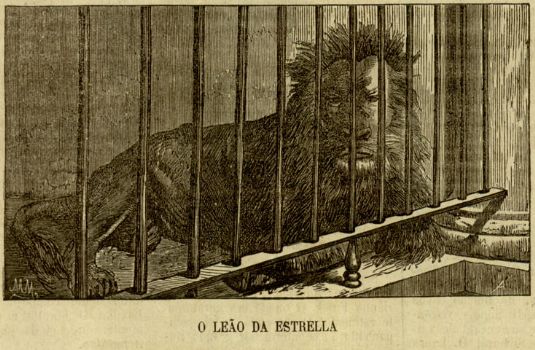
Il Leão da Estrela, incisione del 1873.

Il Jardim da Estrela è stato creato a metà del XIX secolo, di fronte alla Basilica da Estrela, a Lisbona, su alcuni dei terreni di António José Rodrigues. L'iniziativa della sua costruzione fu dovuta ad António Bernardo da Costa Cabral, con il sostegno di Maria II del Portogallo, del politico e militare Manuel José de Oliveira e di una donazione di quattro contos (4000 reais) da parte di un facoltoso luso-brasiliano, Joaquim Manuel Monteiro.
I lavori di costruzione iniziarono nel 1842, furono interrotti tra il 1844 e il 1850, a causa della turbolenta situazione politica, e ripresero nel 1850 sotto la guida dei giardinieri Jean Bonnard e João Francisco. Il giardino venne ufficialmente inaugurato il 3 aprile 1852. Nella seconda metà dell'Ottocento il Passeio da Estrela era di moda e all'epoca aveva elementi che non esistono più, come serre, chioschi e un padiglione cinese.
Negli anni '70 del XIX secolo, c'era un leone in gabbia che era stato donato da Paiva Raposo, comunemente noto come Leão da Estrela, sito in un padiglione vicino all'ingresso dell'Avenida Pedro Álvares Cabral.

## Posizione e dintorni

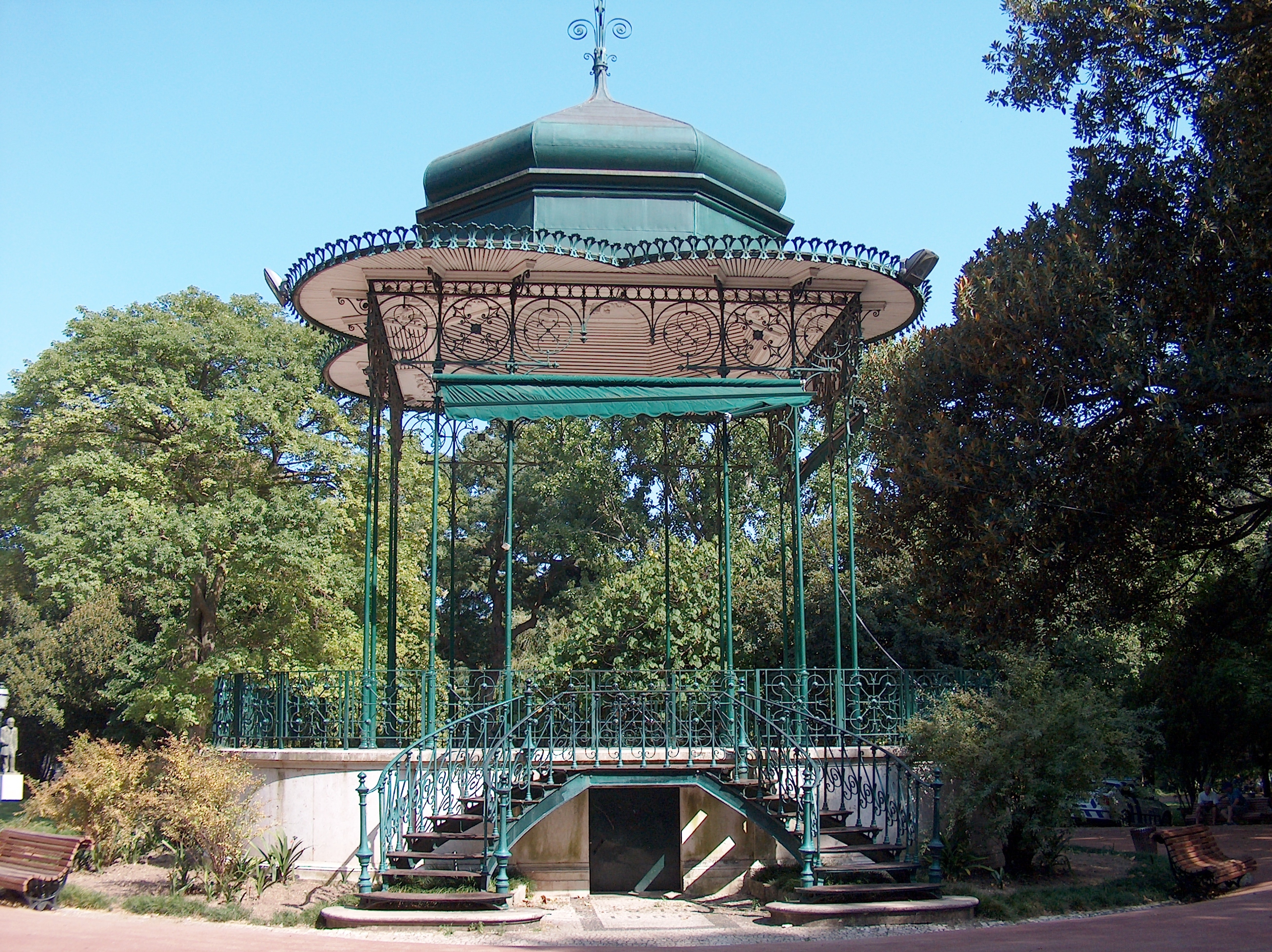
Chiosco della musica

Il giardino si trova nella freguesia di Estrela, delimitato a nord da Rua José Anastácio Rosa e Rua de São Jorge, a ovest da Rua da Estrela, a est da Rua do São Bernardo e infine a sud dalla Calçada da Estrela e da Largo da Estrela.
Ha sei ingressi; di questi due sono posti in corrispondenza dell'estremità di Avenida Pedro Álvares Cabral (presso il Monumento a Pedro Álvares Cabral), due sono posti in Largo da Estrela. Gli ingressi sono costituiti da cancelli in ferro battuto, e il giardino è delimitato da ringhiere dello stesso materiale.
All'interno del parco sono presenti due parchi giochi e una scuola dell'infanzia, operativa dal 1882 (Escola Froebel / Creche do Jardim da Estrela), ospitata in un edificio progettato dall'architetto José Luis Monteiro. Sul lato est del giardino c'è un belvedere. Sul lato nord occidentale del giardino si trova la Casa do Jardim da Estrela, che ospita eventi culturali.
A nord del giardino Estrela, nel cimitero inglese, si trova la tomba di Henry Fielding, romanziere e drammaturgo inglese morto a Lisbona all'età di 47 anni e la cui ultima opera, pubblicata postuma, racconta del suo viaggio in Portogallo compiuto in un inutile tentativo di ritrovare la salute.

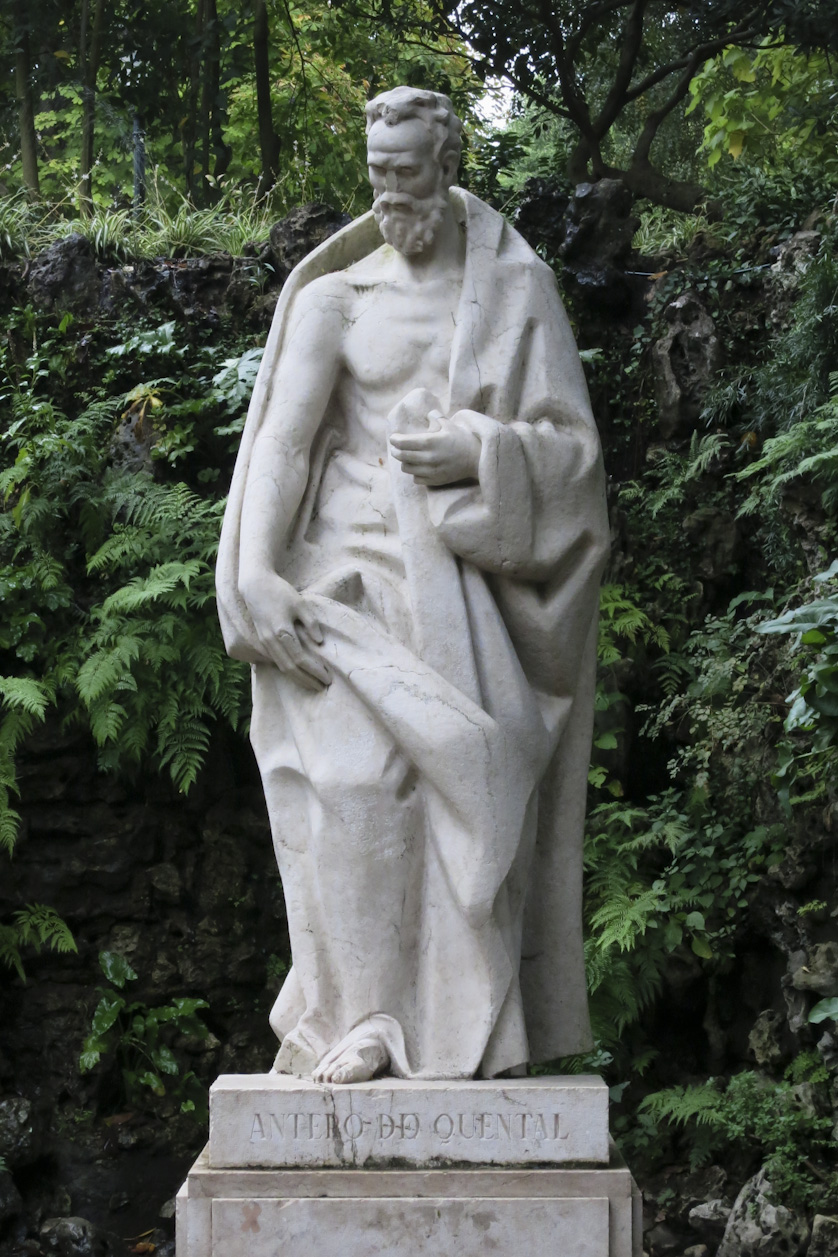
Antero de Quental (1946), statua di Salvador Barata Feyo

## Statue
Il giardino presenta diverse statue:
- La Fontana della Vita, di Francisco dos Santos;
- Busto di Antero de Quental, di Salvador Barata Feyo (1948);
- Busto dell'attore Taborda, realizzato in bronzo da Costa Motta (1914);
- A Filha do Rei Guardando Patos o A Guardadora de Patos, di Costa Motta, situata al centro di uno dei laghetti del giardino;
- O Cavador, del 1913 scolpito da Costa Motta;
- Il risveglio del 1911-1921 di José Simões de Almeida.

Accanto a uno degli ingressi di Avenida Pedro Álvares Cabral, si trova un elemento scultoreo in legno, denominato Tronco Esculpido, ricavato appunto dalla base di un tronco d'albero.

## Fauna e flora

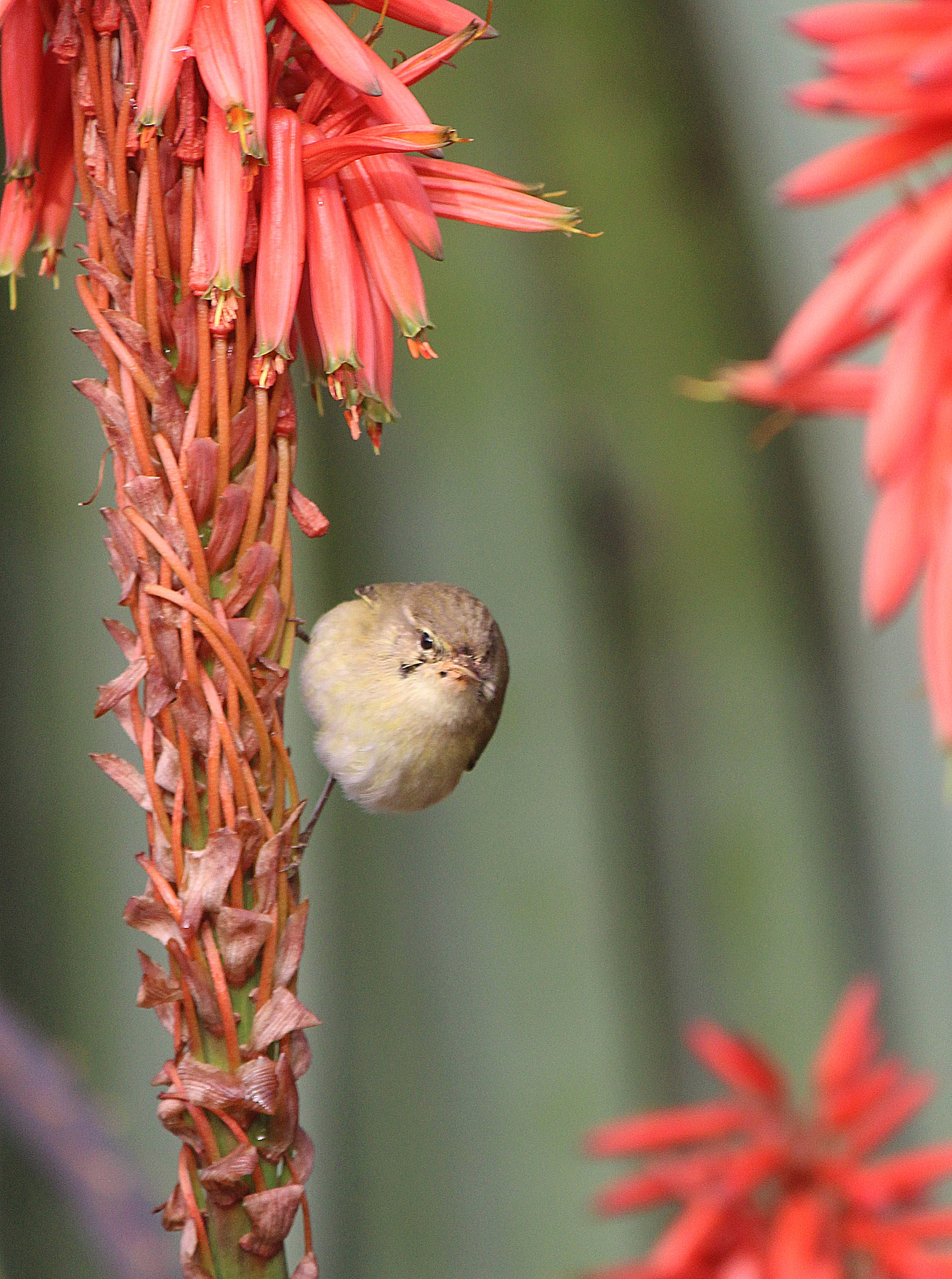
Fauna e flora del Jardim da Estrela

Accanto ai numerosi stagni del giardino si possono trovare germani reali, cigni e oche. Altri uccelli esistenti sono pavoni, parrocchetti inanellati (Psittacula krameri) e parrocchetti della Guinea (Poicephalus senegalus).
Tra le specie vegetali presenti nel giardino, spiccano le seguenti:
- fico australiano (Ficus macrophylla)
- Tipuana (Tipuana tipu)
- Dracaena draco
- palissandro (Jacaranda mimosifolia)
- Ginkgo biloba
- quercia bianca (Quercus robur)
- Cedro dell'Himalaya (Cedrus deodara)
- Phytolacca dioica
- Araucaria di Cook (Araucaria columnaris)
- palma della ginestra (Chamaerops humilis)
- palma delle Canarie (Phoenix canariensis)
- Ceratonia siliqua
- ippocastano (Aesculus hippocastanum)
- Cedro del libano (Cedrus libani)
- Dombeia (Dombeya x cayeuxii)
- Palma kentia (Howea forsteriana)

## Bibliografia

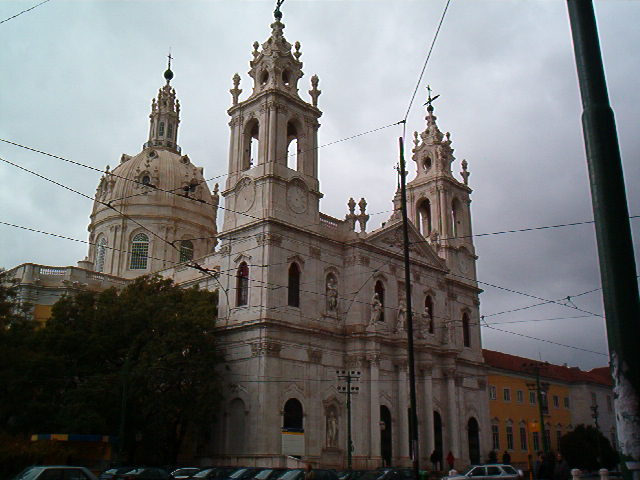
Di fronte a uno degli ingressi del giardino si trova la Basilica da Estrela